# Mustafa Ergücü
Mustafa Ergücü (* 15. Januar 1955 in Izmir) ist ein ehemaliger türkischer Fußballspieler.

## Karriere
Ergücü begann seine Karriere bei İzmirspor. Im Jahr 1973 wechselte der Mittelfeldspieler zu Galatasaray Istanbul. In seiner ersten Saison bei den Gelb-Roten erzielte Ergücü in 25 Ligaspielen sechs Tore. Zum Ende der Spielzeit 1974/75 gewann er den Başbakanlık Kupası. Als Vizemeister besiegte Galatasaray den Pokalfinalisten Trabzonspor mit 1:0. Eine Saison später wurde Ergücü Pokalsieger. Am Ende der Saison musste er Galatasaray vorerst verlassen und wechselte zum Zweitligisten Kayserispor.
In der Saison 1978/79 gelang mit Kayserispor der Aufstieg in die 1. Lig. Ein Jahr später musste die Mannschaft als Tabellenvorletzter zurück in die 2. Liga. Ergücü wurde ein zweites Mal von Galatasaray verpflichtet. Dort spielte er weitere fünf Jahre und ging danach zu Tarsus İdman Yurdu. Nach der Spielzeit 1986/87 beendete Mustafa Ergücü seine Karriere.

## Erfolge
Galatasaray Istanbul
- Türkischer Fußballpokal: 1976, 1982, 1985
- Başbakanlık Kupası: 1975

Kayserispor
- Aufstieg in die 1. Lig: 1979